# Cheilymenia stercorea
Cheilymenia stercorea (Pers.) Boud. – gatunek grzybów z rodziny Pyronemataceae.

## Systematyka
Pozycja w klasyfikacji według Index Fungorum:  Chaeilymenia, Pyronemataceae, Pezizales, Pezizomycetidae, Pezizomycetes, Pezizomycotina, Ascomycota, Fungi.
Po raz pierwszy opisał go w 1800 r. Christiaan Hendrik Persoon nadając mu nazwę Peziza stercorea. Obecną, uznaną przez Index Fungorum nazwę, nadał mu Jean Louis Émile Boudier w 1907 r.
Ma 21 synonimów. Są nimi wszystkie odmiany. Niektóre z pozostałych to:
- Humariella stercorea (Pers.) J. Schröt. 1893
- Lachnea stercorea (Pers.) Gillet 1880
- Scutellinia stercorea (Pers.) Kuntze 1891[2].

## Morfologia
Owocniki
Typu apotecjum (miseczka) o średnicy 2–5 mm, siedzące, płytko kielichowate do tarczowatych, mięsiste,. Powierzchnia wewnętrzna (hymenialna) pomarańczowa do pomarańczowożółtej, powierzchnia zewnętrzna pomarańczowa i szorstkowłosa, pokryta żółtobrązowymi włoskami dwóch rodzajów; inne są na brzegu owocnika, inne u jego podstawy.
Cechy mikroskopowe
Włoski brzeżne 150–700 (–1000) × 10–25 µm, proste, igłowate, wierzchołek zwykle spiczasty, grubościenne, septowane, z szeroką podstawą o średnicy ok. 50 µm. Włoski nasadowe gwiaździste, z (2–) 3–5 (–6) rozgałęzieniami, rozgałęzienia 40–160 (–180) × 6–15 µm, kolczaste. Ściana złożona z kulistych, cienkościennych komórek o średnicy do 35 µm, z wewnętrzną warstwą splecionych strzępek. W hymenium nierozgałęzione parafizy o średnicy do 3,5 µm, z pomarańczowym barwnikiem karotenoidowym, wierzchołek maczugowaty o średnicy około 6 µm. Worki 180–240 × 11-14 µm, cylindryczne, ze zwężającą się szypułką, wierzchołek zaokrąglony do ściętego, dość cienkościenny, nie barwiący się jodem. W worku po 8 zarodników. Askospory ułożone mniej więcej skośnie jednoszeregowo, 16–22 (–24) × (8,5–) 9–12 µm, cylindryczno-elipsoidalne, bezbarwne, szkliste, gładkie, dość cienkościenne, z episporą, która może się odłączyć po podgrzaniu w kwasie mlekowym.
Gatunki podobne
Małe, pomarańczowe miseczki z włoskami brzeżnymi tworzy również Cheilymenia fimicola, ale jej włosy są proste, septowane, zwężające się ku końcowi i rozgałęziają się tylko u podstawy. Ponadto u Cheilymenia fimicola wszystkie włoski są takie same. Trzeci gatunek, Cheilymenia theleboloides, spotykany sporadycznie na końskim oborniku, jest bladożółtawy i ma niepozorne, prawie szkliste włosy. Inne podobne gatunki to Cheilymenia granulata i włośniczka tarczowata (Scutellinia scutellata). Ten pierwszy wytwarza pomarańczowe kubki na łajnie, ale brakuje mu włosków brzeżnych i ma chropowatą powierzchnię zewnętrzną. Włośniczka tarczowata tworzy jasnopomarańczowe, kielichowate owocniki z wyraźnymi włoskami brzeżnymi, ale występuje na gnijącym drewnie, a nie na łajnie.

## Występowanie i siedlisko
Cheilymenia stercorea występuje w Ameryce Północnej i Południowej, Europie, Azji, Australii i na Nowej Zelandii. W Polsce M.A. Chmiel przytoczyła wiele stanowisk, najstarsze podał Giacomo Bresadola w 1903 r. Grzyb koprofilny występujący pojedynczo lub w grupach na odchodach zwierząt roślinożernych.
Grzyb niejadalny ze względu na miejsce występowania.